# Liste des planètes mineures non numérotées découvertes en janvier 2014
Pour un article plus général, voir Liste des planètes mineures non numérotées découvertes en 2014.
Pour un article plus général, voir Liste des planètes mineures.
Cet article dresse la liste des planètes mineures (astéroïdes, centaures, objets transneptuniens et assimilés) non numérotées découvertes en janvier 2014 dans l'ordre de leur découverte.
Au 15 janvier 2025, 661 077 des 1 434 993 planètes mineures répertoriées par le Centre des planètes mineures ne sont pas encore numérotées, soit 46,07 %.

## Rappel concernant la désignation provisoire
La désignation provisoire indique l'ordre de découverte de ces objets. En effet, cette désignation est composée de l'année de découverte (par exemple 2014) suivie de la quinzaine (demi-mois) de découverte (p.e. A = 1-15 janvier) puis de l'ordre de découverte dans cette quinzaine. Cet ordre est indiqué par une lettre et éventuellement un chiffre comme suit : A pour la première découverte, B pour la deuxième, ..., Z pour la 25e (le I n'est pas utilisé pour éviter la confusion avec 1), A1 pour la 26e, B1 pour la 27e, etc. , Z1 pour la 50e, A2 pour la 51e, B2 pour la 52e, etc. L'ordre de la numérotation ne suit donc pas l'ordre alphanumérique. 2014 AA1 suit ainsi 2014 AZ et précède 2014 AB1.

## Liste

### Du1erau 15 janvier 2014
- 2014 AA
- 2014 AB
- 2014 AC
- 2014 AQ
- 2014 AT
- 2014 AY
- 2014 AZ
- 2014 AF1
- 2014 AG1
- 2014 AJ1
- 2014 AN1
- 2014 AY1
- 2014 AZ1
- 2014 AE2
- 2014 AK2
- 2014 AM2
- 2014 AQ2
- 2014 AR2
- 2014 AK3
- 2014 AN3
- 2014 AW3
- 2014 AY3
- 2014 AF4
- 2014 AN4
- 2014 AP4
- 2014 AE5
- 2014 AF5
- 2014 AG5
- 2014 AK5
- 2014 AP5
- 2014 AS5
- 2014 AT5
- 2014 AX5
- 2014 AG6
- 2014 AR6
- 2014 AS6
- 2014 AW6
- 2014 AX6
- 2014 AZ6
- 2014 AD7
- 2014 AG7
- 2014 AM7
- 2014 AP7
- 2014 AR7
- 2014 AW7
- 2014 AX7
- 2014 AY7
- 2014 AZ7
- 2014 AJ8
- 2014 AS8
- 2014 AT8
- 2014 AZ8
- 2014 AD9
- 2014 AC10
- 2014 AF10
- 2014 AB11
- 2014 AC11
- 2014 AE11
- 2014 AJ11
- 2014 AM11
- 2014 AV11
- 2014 AH12
- 2014 AE13
- 2014 AL13
- 2014 AN13
- 2014 AZ13
- 2014 AB14
- 2014 AJ14
- 2014 AN14
- 2014 AO14
- 2014 AR14
- 2014 AT14
- 2014 AV14
- 2014 AA15
- 2014 AE15
- 2014 AG15
- 2014 AM15
- 2014 AN15
- 2014 AO15
- 2014 AR15
- 2014 AS15
- 2014 AT15
- 2014 AU15
- 2014 AB16
- 2014 AC16
- 2014 AD16
- 2014 AE16
- 2014 AF16
- 2014 AG16
- 2014 AH16
- 2014 AK16
- 2014 AQ16
- 2014 AS16
- 2014 AV16
- 2014 AX16
- 2014 AY16
- 2014 AZ16
- 2014 AA17
- 2014 AB17
- 2014 AD17
- 2014 AE17
- 2014 AP17
- 2014 AQ17
- 2014 AT17
- 2014 AW17
- 2014 AC18
- 2014 AF18
- 2014 AJ18
- 2014 AM18
- 2014 AN18
- 2014 AQ18
- 2014 AU18
- 2014 AW18
- 2014 AZ18
- 2014 AE19
- 2014 AF19
- 2014 AJ19
- 2014 AR19
- 2014 AS19
- 2014 AU19
- 2014 AP20
- 2014 AR20
- 2014 AZ20
- 2014 AH21
- 2014 AS21
- 2014 AT21
- 2014 AG22
- 2014 AN22
- 2014 AA23
- 2014 AB23
- 2014 AG23
- 2014 AL23
- 2014 AN23
- 2014 AS23
- 2014 AV23
- 2014 AX23
- 2014 AD24
- 2014 AJ24
- 2014 AS24
- 2014 AT24
- 2014 AV24
- 2014 AW24
- 2014 AX24
- 2014 AY24
- 2014 AD25
- 2014 AF25
- 2014 AM25
- 2014 AP25
- 2014 AQ25
- 2014 AV25
- 2014 AN26
- 2014 AY26
- 2014 AN27
- 2014 AP27
- 2014 AQ27
- 2014 AR27
- 2014 AU27
- 2014 AW27
- 2014 AX27
- 2014 AY27
- 2014 AB28
- 2014 AG28
- 2014 AL28
- 2014 AP28
- 2014 AR28
- 2014 AS28
- 2014 AV28
- 2014 AW28
- 2014 AX28
- 2014 AB29
- 2014 AE29
- 2014 AH29
- 2014 AJ29
- 2014 AK29
- 2014 AL29
- 2014 AM29
- 2014 AP29
- 2014 AX29
- 2014 AZ29
- 2014 AH30
- 2014 AJ30
- 2014 AV30
- 2014 AB32
- 2014 AE32
- 2014 AR32
- 2014 AS32
- 2014 AV32
- 2014 AW32
- 2014 AX32
- 2014 AY32
- 2014 AZ32
- 2014 AA33
- 2014 AB33
- 2014 AC33
- 2014 AD33
- 2014 AF33
- 2014 AK33
- 2014 AL33
- 2014 AO33
- 2014 AS33
- 2014 AK34
- 2014 AA36
- 2014 AO36
- 2014 AU36
- 2014 AA37
- 2014 AE37
- 2014 AM37
- 2014 AP37
- 2014 AY37
- 2014 AB38
- 2014 AL38
- 2014 AN38
- 2014 AO38
- 2014 AS38
- 2014 AT38
- 2014 AX38
- 2014 AC39
- 2014 AD39
- 2014 AJ39
- 2014 AO39
- 2014 AQ39
- 2014 AS39
- 2014 AW39
- 2014 AY39
- 2014 AE40
- 2014 AR40
- 2014 AD41
- 2014 AE41
- 2014 AG41
- 2014 AT41
- 2014 AQ42
- 2014 AU43
- 2014 AE44
- 2014 AH44
- 2014 AL44
- 2014 AQ44
- 2014 AV44
- 2014 AH45
- 2014 AK45
- 2014 AL45
- 2014 AQ45
- 2014 AE46
- 2014 AF46
- 2014 AL46
- 2014 AM46
- 2014 AN46
- 2014 AQ46
- 2014 AT46
- 2014 AB47
- 2014 AF47
- 2014 AN47
- 2014 AO47
- 2014 AR47
- 2014 AT47
- 2014 AC48
- 2014 AF48
- 2014 AL48
- 2014 AO48
- 2014 AZ48
- 2014 AA49
- 2014 AC49
- 2014 AK49
- 2014 AN49
- 2014 AX49
- 2014 AJ50
- 2014 AS50
- 2014 AC51
- 2014 AD51
- 2014 AE51
- 2014 AF51
- 2014 AG51
- 2014 AJ51
- 2014 AK51
- 2014 AM51
- 2014 AN51
- 2014 AQ51
- 2014 AT51
- 2014 AV51
- 2014 AZ51
- 2014 AD52
- 2014 AG52
- 2014 AZ52
- 2014 AA53
- 2014 AM53
- 2014 AZ53
- 2014 AF54
- 2014 AK54
- 2014 AS54
- 2014 AO55
- 2014 AY55
- 2014 AZ55
- 2014 AA56
- 2014 AB56
- 2014 AC56
- 2014 AE56
- 2014 AG56
- 2014 AJ56
- 2014 AL56
- 2014 AO56
- 2014 AQ56
- 2014 AR56
- 2014 AM57
- 2014 AR58
- 2014 AW58
- 2014 AQ59
- 2014 AW59
- 2014 AF60
- 2014 AJ60
- 2014 AL60
- 2014 AM60
- 2014 AN60
- 2014 AO60
- 2014 AQ60
- 2014 AD61
- 2014 AW61
- 2014 AB62
- 2014 AD62
- 2014 AF62
- 2014 AJ62
- 2014 AK62
- 2014 AM62
- 2014 AN62
- 2014 AR62
- 2014 AS62
- 2014 AV62
- 2014 AW62
- 2014 AX62
- 2014 AY62
- 2014 AZ62
- 2014 AA63
- 2014 AC63
- 2014 AD63
- 2014 AE63
- 2014 AF63
- 2014 AJ63
- 2014 AK63
- 2014 AM63
- 2014 AN63
- 2014 AP63
- 2014 AQ63
- 2014 AR63
- 2014 AS63
- 2014 AT63
- 2014 AU63
- 2014 AV63
- 2014 AW63
- 2014 AX63
- 2014 AY63
- 2014 AZ63
- 2014 AB64
- 2014 AC64
- 2014 AD64
- 2014 AE64
- 2014 AF64
- 2014 AG64
- 2014 AJ64
- 2014 AK64
- 2014 AL64
- 2014 AN64
- 2014 AO64
- 2014 AP64
- 2014 AQ64
- 2014 AR64
- 2014 AT64
- 2014 AU64
- 2014 AV64
- 2014 AW64
- 2014 AX64
- 2014 AY64
- 2014 AB65
- 2014 AH65
- 2014 AK65
- 2014 AS65
- 2014 AV65
- 2014 AY65
- 2014 AZ65
- 2014 AA66
- 2014 AB66
- 2014 AC66
- 2014 AD66
- 2014 AE66
- 2014 AF66
- 2014 AG66
- 2014 AK66
- 2014 AL66
- 2014 AM66
- 2014 AN66
- 2014 AP66
- 2014 AS66
- 2014 AT66
- 2014 AU66
- 2014 AV66
- 2014 AW66
- 2014 AX66
- 2014 AY66
- 2014 AA67
- 2014 AB67
- 2014 AO67
- 2014 AP67
- 2014 AR67
- 2014 AS67
- 2014 AT67
- 2014 AC68
- 2014 AK68
- 2014 AR68
- 2014 AT68
- 2014 AB69
- 2014 AC69
- 2014 AD69
- 2014 AH69
- 2014 AL69
- 2014 AN69
- 2014 AP69
- 2014 AQ69
- 2014 AR69
- 2014 AS69
- 2014 AT69
- 2014 AX69
- 2014 AY69
- 2014 AA70
- 2014 AK70
- 2014 AM70
- 2014 AN70
- 2014 AO70
- 2014 AP70
- 2014 AQ70
- 2014 AV70
- 2014 AW70
- 2014 AX70
- 2014 AY70
- 2014 AZ70
- 2014 AA71
- 2014 AB71
- 2014 AC71
- 2014 AF71
- 2014 AG71
- 2014 AH71
- 2014 AJ71
- 2014 AK71
- 2014 AN71
- 2014 AU71
- 2014 AJ72
- 2014 AM72
- 2014 AN72
- 2014 AO72
- 2014 AP72
- 2014 AQ72
- 2014 AR72
- 2014 AS72
- 2014 AT72
- 2014 AW72
- 2014 AX72
- 2014 AY72
- 2014 AZ72
- 2014 AA73
- 2014 AB73
- 2014 AC73
- 2014 AD73
- 2014 AF73
- 2014 AJ73
- 2014 AK73
- 2014 AL73
- 2014 AM73
- 2014 AR73
- 2014 AT73
- 2014 AV73
- 2014 AW73
- 2014 AZ73
- 2014 AE74
- 2014 AG74
- 2014 AK74
- 2014 AL74
- 2014 AN74
- 2014 AO74
- 2014 AT74
- 2014 AU74
- 2014 AW74
- 2014 AX74
- 2014 AY74
- 2014 AA75
- 2014 AB75
- 2014 AC75
- 2014 AM75
- 2014 AO75
- 2014 AQ75
- 2014 AR75
- 2014 AS75
- 2014 AT75
- 2014 AU75
- 2014 AX75
- 2014 AY75
- 2014 AA76
- 2014 AB76
- 2014 AC76
- 2014 AD76
- 2014 AE76
- 2014 AF76
- 2014 AJ76
- 2014 AK76
- 2014 AL76
- 2014 AM76
- 2014 AN76
- 2014 AO76
- 2014 AP76
- 2014 AQ76
- 2014 AR76
- 2014 AS76
- 2014 AV76
- 2014 AW76
- 2014 AX76
- 2014 AY76
- 2014 AZ76
- 2014 AA77
- 2014 AB77
- 2014 AC77
- 2014 AD77
- 2014 AE77
- 2014 AG77
- 2014 AH77
- 2014 AJ77
- 2014 AK77
- 2014 AL77
- 2014 AM77
- 2014 AN77
- 2014 AO77
- 2014 AP77
- 2014 AS77
- 2014 AT77
- 2014 AU77
- 2014 AW77
- 2014 AX77
- 2014 AA78
- 2014 AB78
- 2014 AD78
- 2014 AF78
- 2014 AG78
- 2014 AJ78
- 2014 AK78
- 2014 AM78
- 2014 AN78
- 2014 AO78
- 2014 AP78
- 2014 AR78
- 2014 AU78
- 2014 AW78
- 2014 AY78
- 2014 AZ78
- 2014 AA79
- 2014 AB79
- 2014 AD79
- 2014 AE79
- 2014 AF79
- 2014 AG79
- 2014 AH79
- 2014 AJ79
- 2014 AK79
- 2014 AL79
- 2014 AM79
- 2014 AN79
- 2014 AO79
- 2014 AP79
- 2014 AS79
- 2014 AT79
- 2014 AU79
- 2014 AW79
- 2014 AX79
- 2014 AY79
- 2014 AZ79
- 2014 AB80
- 2014 AC80
- 2014 AD80
- 2014 AE80
- 2014 AG80
- 2014 AK80
- 2014 AL80
- 2014 AP80
- 2014 AQ80
- 2014 AR80
- 2014 AS80
- 2014 AT80
- 2014 AU80
- 2014 AW80
- 2014 AX80
- 2014 AY80
- 2014 AZ80
- 2014 AB81
- 2014 AC81
- 2014 AD81
- 2014 AE81
- 2014 AF81
- 2014 AG81
- 2014 AH81
- 2014 AJ81
- 2014 AK81
- 2014 AL81
- 2014 AM81
- 2014 AN81
- 2014 AO81
- 2014 AP81
- 2014 AQ81
- 2014 AR81
- 2014 AS81
- 2014 AT81
- 2014 AU81
- 2014 AV81
- 2014 AW81
- 2014 AX81
- 2014 AY81
- 2014 AZ81
- 2014 AA82
- 2014 AB82
- 2014 AC82
- 2014 AD82
- 2014 AE82
- 2014 AF82
- 2014 AG82
- 2014 AH82
- 2014 AJ82
- 2014 AK82
- 2014 AL82
- 2014 AM82
- 2014 AN82
- 2014 AO82
- 2014 AP82
- 2014 AQ82

### Du 16 au 31 janvier 2014
- 2014 BA
- 2014 BC
- 2014 BE
- 2014 BH
- 2014 BP
- 2014 BQ
- 2014 BR
- 2014 BS
- 2014 BT
- 2014 BY
- 2014 BZ
- 2014 BE1
- 2014 BM1
- 2014 BN1
- 2014 BW1
- 2014 BC2
- 2014 BG2
- 2014 BH2
- 2014 BT2
- 2014 BW2
- 2014 BX2
- 2014 BY2
- 2014 BZ2
- 2014 BA3
- 2014 BB3
- 2014 BC3
- 2014 BE3
- 2014 BF3
- 2014 BG3
- 2014 BH3
- 2014 BJ3
- 2014 BK3
- 2014 BQ3
- 2014 BW3
- 2014 BX3
- 2014 BS4
- 2014 BC5
- 2014 BD5
- 2014 BF5
- 2014 BO5
- 2014 BZ5
- 2014 BE6
- 2014 BG6
- 2014 BB7
- 2014 BG7
- 2014 BK7
- 2014 BM7
- 2014 BF8
- 2014 BG8
- 2014 BP8
- 2014 BQ8
- 2014 BR8
- 2014 BT8
- 2014 BZ8
- 2014 BD9
- 2014 BK9
- 2014 BO9
- 2014 BP9
- 2014 BT9
- 2014 BU9
- 2014 BB10
- 2014 BL10
- 2014 BN10
- 2014 BP10
- 2014 BS10
- 2014 BU10
- 2014 BE11
- 2014 BG11
- 2014 BL11
- 2014 BM11
- 2014 BT11
- 2014 BX11
- 2014 BZ11
- 2014 BA12
- 2014 BS12
- 2014 BZ12
- 2014 BE13
- 2014 BN13
- 2014 BQ13
- 2014 BD14
- 2014 BM14
- 2014 BN14
- 2014 BP14
- 2014 BR14
- 2014 BS14
- 2014 BN15
- 2014 BO15
- 2014 BP15
- 2014 BW15
- 2014 BB16
- 2014 BC16
- 2014 BD16
- 2014 BK16
- 2014 BL16
- 2014 BM16
- 2014 BQ16
- 2014 BV16
- 2014 BZ16
- 2014 BB17
- 2014 BL18
- 2014 BS18
- 2014 BE19
- 2014 BK19
- 2014 BN19
- 2014 BU19
- 2014 BF20
- 2014 BH20
- 2014 BN20
- 2014 BY20
- 2014 BZ20
- 2014 BB21
- 2014 BM21
- 2014 BD22
- 2014 BF22
- 2014 BG22
- 2014 BW22
- 2014 BZ22
- 2014 BE23
- 2014 BS23
- 2014 BW23
- 2014 BC24
- 2014 BD24
- 2014 BF24
- 2014 BS24
- 2014 BX24
- 2014 BZ24
- 2014 BA25
- 2014 BC25
- 2014 BF25
- 2014 BG25
- 2014 BH25
- 2014 BJ25
- 2014 BK25
- 2014 BL25
- 2014 BM25
- 2014 BU25
- 2014 BC26
- 2014 BG26
- 2014 BC27
- 2014 BJ27
- 2014 BP27
- 2014 BR27
- 2014 BA28
- 2014 BE28
- 2014 BF28
- 2014 BQ28
- 2014 BV28
- 2014 BV29
- 2014 BW29
- 2014 BY29
- 2014 BS30
- 2014 BW30
- 2014 BB31
- 2014 BE31
- 2014 BK31
- 2014 BM31
- 2014 BU31
- 2014 BW31
- 2014 BH32
- 2014 BT32
- 2014 BU32
- 2014 BV32
- 2014 BW32
- 2014 BX32
- 2014 BZ32
- 2014 BA33
- 2014 BB33
- 2014 BC33
- 2014 BE33
- 2014 BG33
- 2014 BU33
- 2014 BX33
- 2014 BB35
- 2014 BA36
- 2014 BJ36
- 2014 BQ36
- 2014 BR36
- 2014 BQ39
- 2014 BV39
- 2014 BZ39
- 2014 BA40
- 2014 BU40
- 2014 BA41
- 2014 BN41
- 2014 BP41
- 2014 BU41
- 2014 BX41
- 2014 BH42
- 2014 BN42
- 2014 BW42
- 2014 BY42
- 2014 BH43
- 2014 BJ43
- 2014 BO43
- 2014 BP43
- 2014 BQ43
- 2014 BR43
- 2014 BS43
- 2014 BT43
- 2014 BU43
- 2014 BV43
- 2014 BW43
- 2014 BX43
- 2014 BY43
- 2014 BL44
- 2014 BR44
- 2014 BU44
- 2014 BL45
- 2014 BQ45
- 2014 BU45
- 2014 BY45
- 2014 BM46
- 2014 BO46
- 2014 BK47
- 2014 BQ47
- 2014 BA48
- 2014 BX48
- 2014 BD49
- 2014 BG49
- 2014 BH49
- 2014 BO49
- 2014 BT49
- 2014 BZ49
- 2014 BJ50
- 2014 BM50
- 2014 BM51
- 2014 BO51
- 2014 BP51
- 2014 BV51
- 2014 BW51
- 2014 BA52
- 2014 BC52
- 2014 BH52
- 2014 BU52
- 2014 BS53
- 2014 BB54
- 2014 BE54
- 2014 BL54
- 2014 BQ54
- 2014 BA55
- 2014 BF55
- 2014 BO55
- 2014 BY55
- 2014 BZ55
- 2014 BA56
- 2014 BB56
- 2014 BE56
- 2014 BH56
- 2014 BM56
- 2014 BO56
- 2014 BE57
- 2014 BH57
- 2014 BJ57
- 2014 BK57
- 2014 BM57
- 2014 BN57
- 2014 BO57
- 2014 BQ57
- 2014 BR57
- 2014 BS57
- 2014 BT57
- 2014 BW57
- 2014 BX57
- 2014 BB58
- 2014 BD58
- 2014 BG58
- 2014 BN58
- 2014 BU58
- 2014 BB59
- 2014 BJ59
- 2014 BV59
- 2014 BW59
- 2014 BX59
- 2014 BY59
- 2014 BZ59
- 2014 BA60
- 2014 BC60
- 2014 BE60
- 2014 BG60
- 2014 BH60
- 2014 BL60
- 2014 BO60
- 2014 BP60
- 2014 BN61
- 2014 BT61
- 2014 BH62
- 2014 BL62
- 2014 BM62
- 2014 BN62
- 2014 BR62
- 2014 BS62
- 2014 BV62
- 2014 BZ62
- 2014 BE63
- 2014 BF63
- 2014 BJ63
- 2014 BE64
- 2014 BF64
- 2014 BA65
- 2014 BB65
- 2014 BC65
- 2014 BD65
- 2014 BG65
- 2014 BJ65
- 2014 BK65
- 2014 BN65
- 2014 BQ65
- 2014 BB67
- 2014 BM67
- 2014 BU67
- 2014 BQ68
- 2014 BS68
- 2014 BK69
- 2014 BJ70
- 2014 BL70
- 2014 BM70
- 2014 BY70
- 2014 BZ70
- 2014 BC71
- 2014 BD71
- 2014 BE71
- 2014 BH71
- 2014 BM71
- 2014 BO71
- 2014 BT71
- 2014 BU71
- 2014 BW71
- 2014 BX71
- 2014 BY71
- 2014 BA72
- 2014 BD72
- 2014 BE72
- 2014 BF72
- 2014 BG72
- 2014 BL72
- 2014 BM72
- 2014 BN72
- 2014 BO72
- 2014 BP72
- 2014 BQ72
- 2014 BR72
- 2014 BU72
- 2014 BV72
- 2014 BW72
- 2014 BY72
- 2014 BB73
- 2014 BD73
- 2014 BF73
- 2014 BL73
- 2014 BP73
- 2014 BT73
- 2014 BV73
- 2014 BW73
- 2014 BX73
- 2014 BZ73
- 2014 BA74
- 2014 BB74
- 2014 BF74
- 2014 BG74
- 2014 BK74
- 2014 BM74
- 2014 BN74
- 2014 BO74
- 2014 BQ74
- 2014 BR74
- 2014 BS74
- 2014 BU74
- 2014 BV74
- 2014 BW74
- 2014 BX74
- 2014 BY74
- 2014 BA75
- 2014 BB75
- 2014 BE75
- 2014 BF75
- 2014 BG75
- 2014 BH75
- 2014 BK75
- 2014 BL75
- 2014 BM75
- 2014 BO75
- 2014 BQ75
- 2014 BS75
- 2014 BT75
- 2014 BZ75
- 2014 BA76
- 2014 BB76
- 2014 BD76
- 2014 BF76
- 2014 BH76
- 2014 BO76
- 2014 BR76
- 2014 BT76
- 2014 BU76
- 2014 BV76
- 2014 BW76
- 2014 BX76
- 2014 BY76
- 2014 BZ76
- 2014 BA77
- 2014 BV77
- 2014 BD78
- 2014 BK78
- 2014 BP78
- 2014 BQ78
- 2014 BS78
- 2014 BT78
- 2014 BU78
- 2014 BV78
- 2014 BY78
- 2014 BZ78
- 2014 BB79
- 2014 BC79
- 2014 BH79
- 2014 BJ79
- 2014 BP79
- 2014 BR79
- 2014 BT79
- 2014 BU79
- 2014 BW79
- 2014 BY79
- 2014 BZ79
- 2014 BA80
- 2014 BB80
- 2014 BC80
- 2014 BD80
- 2014 BE80
- 2014 BF80
- 2014 BG80
- 2014 BH80
- 2014 BJ80
- 2014 BK80
- 2014 BP80
- 2014 BQ80
- 2014 BT80
- 2014 BU80
- 2014 BV80
- 2014 BX80
- 2014 BY80
- 2014 BZ80
- 2014 BB81
- 2014 BC81
- 2014 BD81
- 2014 BE81
- 2014 BF81
- 2014 BH81
- 2014 BJ81
- 2014 BL81
- 2014 BN81
- 2014 BR81
- 2014 BS81
- 2014 BU81
- 2014 BX81
- 2014 BY81
- 2014 BZ81
- 2014 BB82
- 2014 BD82
- 2014 BF82
- 2014 BG82
- 2014 BH82
- 2014 BJ82
- 2014 BK82
- 2014 BL82
- 2014 BM82
- 2014 BN82
- 2014 BO82
- 2014 BP82
- 2014 BQ82
- 2014 BR82
- 2014 BV82
- 2014 BW82
- 2014 BX82
- 2014 BY82
- 2014 BZ82
- 2014 BA83
- 2014 BC83
- 2014 BD83
- 2014 BF83
- 2014 BH83
- 2014 BJ83
- 2014 BK83
- 2014 BM83
- 2014 BN83
- 2014 BO83
- 2014 BP83
- 2014 BQ83
- 2014 BS83
- 2014 BT83
- 2014 BW83
- 2014 BA84
- 2014 BB84
- 2014 BE84
- 2014 BF84
- 2014 BL84
- 2014 BM84
- 2014 BO84
- 2014 BP84
- 2014 BS84
- 2014 BV84
- 2014 BX84
- 2014 BY84
- 2014 BZ84
- 2014 BB85
- 2014 BC85
- 2014 BF85
- 2014 BG85
- 2014 BH85
- 2014 BJ85
- 2014 BM85
- 2014 BO85
- 2014 BR85
- 2014 BS85
- 2014 BT85
- 2014 BW85
- 2014 BX85
- 2014 BA86
- 2014 BC86
- 2014 BG86
- 2014 BL86
- 2014 BM86
- 2014 BN86
- 2014 BP86
- 2014 BQ86
- 2014 BR86
- 2014 BS86
- 2014 BT86
- 2014 BU86
- 2014 BV86
- 2014 BX86
- 2014 BY86
- 2014 BB87
- 2014 BC87
- 2014 BD87
- 2014 BF87
- 2014 BG87
- 2014 BH87
- 2014 BJ87
- 2014 BK87
- 2014 BL87
- 2014 BM87
- 2014 BN87
- 2014 BO87
- 2014 BP87
- 2014 BT87
- 2014 BU87
- 2014 BV87
- 2014 BW87
- 2014 BX87
- 2014 BZ87
- 2014 BA88
- 2014 BB88
- 2014 BD88
- 2014 BF88
- 2014 BG88
- 2014 BH88
- 2014 BJ88
- 2014 BK88
- 2014 BL88
- 2014 BM88
- 2014 BN88
- 2014 BO88
- 2014 BQ88
- 2014 BR88
- 2014 BS88
- 2014 BT88
- 2014 BU88
- 2014 BV88
- 2014 BX88
- 2014 BY88
- 2014 BZ88
- 2014 BA89
- 2014 BB89
- 2014 BC89
- 2014 BD89
- 2014 BE89
- 2014 BF89
- 2014 BG89
- 2014 BH89
- 2014 BK89
- 2014 BL89
- 2014 BM89
- 2014 BN89
- 2014 BO89
- 2014 BP89
- 2014 BQ89
- 2014 BS89
- 2014 BZ89
- 2014 BF90
- 2014 BG90
- 2014 BH90
- 2014 BJ90
- 2014 BL90
- 2014 BM90
- 2014 BN90
- 2014 BO90
- 2014 BP90
- 2014 BQ90
- 2014 BR90
- 2014 BS90
- 2014 BT90
- 2014 BU90
- 2014 BV90
- 2014 BW90
- 2014 BX90
- 2014 BZ90
- 2014 BA91
- 2014 BC91
- 2014 BE91
- 2014 BF91
- 2014 BG91
- 2014 BH91
- 2014 BJ91
- 2014 BK91
- 2014 BL91
- 2014 BM91
- 2014 BN91
- 2014 BQ91
- 2014 BR91
- 2014 BS91
- 2014 BT91
- 2014 BU91
- 2014 BV91
- 2014 BW91
- 2014 BX91
- 2014 BY91
- 2014 BA92
- 2014 BE92
- 2014 BF92
- 2014 BG92
- 2014 BH92
- 2014 BK92
- 2014 BL92
- 2014 BM92
- 2014 BN92
- 2014 BO92
- 2014 BP92
- 2014 BR92
- 2014 BS92
- 2014 BT92
- 2014 BU92
- 2014 BV92
- 2014 BW92
- 2014 BX92
- 2014 BZ92
- 2014 BA93
- 2014 BB93
- 2014 BC93
- 2014 BE93
- 2014 BF93
- 2014 BG93
- 2014 BH93
- 2014 BJ93
- 2014 BK93
- 2014 BL93
- 2014 BM93
- 2014 BN93
- 2014 BO93
- 2014 BP93
- 2014 BQ93
- 2014 BR93
- 2014 BS93
- 2014 BT93
- 2014 BU93
- 2014 BV93
- 2014 BW93
- 2014 BZ93
- 2014 BA94
- 2014 BB94
- 2014 BC94
- 2014 BD94
- 2014 BE94
- 2014 BF94
- 2014 BG94
- 2014 BJ94
- 2014 BK94
- 2014 BL94
- 2014 BM94
- 2014 BN94
- 2014 BO94
- 2014 BP94
- 2014 BQ94
- 2014 BR94
- 2014 BT94
- 2014 BU94
- 2014 BV94
- 2014 BW94
- 2014 BX94
- 2014 BY94
- 2014 BZ94
- 2014 BA95
- 2014 BB95